# Ordre de bataille de la guerre israélo-arabe de 1948

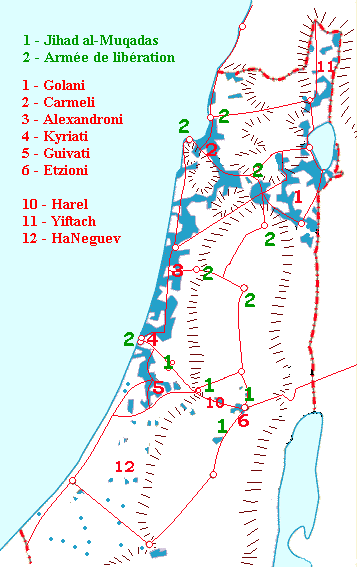
Théâtre d'opération entre le 30 novembre 1947 et le 14 mai 1948

Ce qui suit est l'ordre de bataille des forces engagées dans la Guerre israélo-arabe de 1948 qui couvre la période du 30 novembre 1947 au début de l'année 1949. Il est complexe par son évolution tout au cours de la guerre et par le nombre élevé de factions et de protagonistes lors du conflit.
Du 30 novembre 1947 au 14 mai 1948, ce sont principalement les forces sionistes (Haganah, Palmach, Irgoun et Lehi) et les forces palestiniennes (Jihad al-Muqadas) et de volontaires arabes (Armée de libération arabe) qui s'affrontent.
Après le 15 mai et la défaite des forces palestiniennes, l'armée israélienne nouvellement créée (Tsahal) affronte les forces arabes réparties en 2 factions principales : la faction pro-hachémite (Légion arabe et armée irakienne déployées en Samarie et dans le secteur de Jérusalem) et la faction anti-hachémite (forces égyptiennes au sud ; forces syriennes, libanaises et Armée de libération arabe au nord).

## Forces juives (puis israéliennes)

### Haganah et Palmach
- Evolution de l'ordre de bataille de la Haganah

Front nord :
- 1re brigade, Golani, commandée par Moshe Peled (« Musa »)

opère dans l'Est de la Galilée et la Vallée du Jourdain;
- 2e brigade, Carmeli, commandée par Moshe Carmel

opère dans la zone de Haïfa et l'ouest de la Galilée;
- 11e brigade, Yiftach, commandée par le Colonel Mula Cohen

opère en Haute Galilée.
Front central :
- 3e brigade, Alexandroni, commandée par Dan Even

opère dans la plaine de Sharon entre Tel-Avis et Haïfa;
- 4e brigade, Kiryati, commandée par Michael Ben-Gal

opère dans la zone de Tel-Aviv;
- 5e brigade, Guivati, commandée par Shimon Avidam

opère dans le nord du Néguev, dans le corridor de Jérusalem et à des troupes disséminées dans les implantations du Néguev.
Elle totalise 3000 hommes répartis en 5 bataillons.
Secteur de Jérusalem :
- 6e brigade, Etzioni, commandée par David Shaltiel

opère dans le secteur de Jérusalem (assiégée);
- 10e brigade, Harel, commandée par Yitzhak Rabin

opère dans le secteur du corridor de Jérusalem, dans les implantations de Kfar Etzion et dans l'escorte des convois de ravitaillement de la ville.
Front sud :
- la 12e brigade, HaNeguev, commandée par le Colonel Nahum Sarig

opère dans le nord du Néguev et a été disséminée dans les différentes implantations.
Renforts :
Après le 15 mai, notamment à la suite de l'arrivée de matériel, la Haganah est renforcée par 3 brigades supplémentaires :
- la 7e brigade mécanisée, Sheva commandée par Shlomo Shamir,

opère dans le corridor de Jérusalem.
Plus tard elle est commandée par Ben Dukelman, lors de l'opération Dekem.
- la 8e brigade blindée commandée par Yitzhak Sadeh opère dans le corridor de Jérusalem.

Elle est composée :
-du 82e bataillon de chars (une quinzaine de chars, des half-tracks équipés de canons et des véhicules de reconnaissance) commandé par Felix Beatus
-du 89e bataillon mécanisé (unité de commandos sur jeep) commandé par Moshe Dayan.
- la 9e brigade, Oded, commandée par Uri Yoffe,

opère initialement sur le front nord.

## Forces arabes

### Faction pro-hachémite

#### Légion arabe
Le 15 mai, les pays arabes entrent en guerre et des contingents syriens, irakiens, jordaniens,égyptiens,saoudiens et yéménites envahissent la Palestine. Parmi ceux-ci, le corps expéditionnaire jordanien est constitué principalement d'une force d'élite mécanisée encadrée par des officiers britanniques. Il comprend :
- la 1re brigade commandée par ???

Elle est composée :
-du 1er régiment commandé par ???
-du 3e régiment commandé par ???
- la 3e brigades commandée par le colonel Ashton

Elle est composée :
-du 2e régiment commandé par le major Geoffrey Lockett
-du 4e régiment commandé par le lieutenant-colonel Habes al-Majali
- la 2e brigades commandée par ???

Elle est composée :
-du 5e régiment commandé par ???
-du 6e régiment commandé par ???

## Sources
- Benny Morris, Histoire revisitée du conflit arabo-sioniste, Editions complexe, 2003,  (ISBN 2870279388)
- Pierre Razoux, Tsahal, nouvelle histoire de l'armée israélienne, Perrin, 2006,  (ISBN 226202328X)